# Grafarvogur
Grafarvogur (IPA: [ˈkraːvarˌvɔːɣʏr̥]) är ett distrikt inom Reykjavik på Island. Det är ett relativt nytt område, med större delen bebyggd under 1980- och 1990-talen. 2015 hade Grafarvogur 10 375 invånare.

## Delområden
Distriktet består av 14 kvarter eller delområden: Hamrar, Foldir, Hús, Rimar, Borgir, Víkur, Engi, Spöng, Staðir, Höfðar, Bryggjuhverfi, Geirsnef, Gufunes och Geldinganes. Fem av dessa (Rimar, Hamrar, Borgir, Víkur och Foldir) ligger i det historiska området Gufunes.

## Handel
Grafarvogur har idag ett mellanstort handelscentrum kallat Spöngin. Det är inte ett köpcenter i sig, utan ett kluster med affärer där Hagkaup är den största. Det finns ett flertal affärer vid Hverafold, längs med Víkurvegur och Langirimi, där de största är större matbutiker.